# Andrzej Szymczak
Andrzej Szymczak   (Konstantynów Łódzki, 8 de setembre de 1948 - Konstantynów Łódzki, 6 de setembre de 2016) fou un porter d'handbol polonès que va competir entre les dècades de 1960 i 1980.
A nivells de clubs jugà al Sokół Konstantynów Łódzki (1964-1965), Włókniarz Konstantynów Łódzki (1966-1970), Śląsk Wrocław (1970-1971), Anilana Łódź (1971-1976 i 1981-1984), Voest Linz SBL (1977-1980) i HC Berchem (1984-1985). Guanyà la lliga polonesa de 1983 i dues copes poloneses, el 1973 i 1977.
Amb la selecció polonesa jugà 234 partits entre 1967 i 1984. El 1972 va prendre part en els Jocs Olímpics de Múnic, on fou desè en la competició d'handbol. Quatre anys més tard, als Jocs de Mont-real, guanyà la medalla de bronze en la mateixa competició. El 1982 guanyà la medalla de bronze al Campionat del món d'handbol que es va disputar a la República Federal Alemanya.